# Aechmanthera
Aechmanthera là chi thực vật có hoa trong họ Acanthaceae.